# Houston Stewart Chamberlain
Pour les articles homonymes, voir Chamberlain.
Houston Stewart Chamberlain, né en 1855 à Southsea (Royaume-Uni) et mort en 1927 à Bayreuth (Allemagne), est un essayiste britannique naturalisé allemand, principalement connu en tant que théoricien raciste. Son livre La Genèse du XIXe siècle a contribué à alimenter les courants d'idées pangermanistes et völkisch, et plus tard le nazisme.

## Biographie
Houston Stewart Chamberlain est né à Southsea, dans une famille d'aristocrates britanniques. Son père était amiral, et parmi ses oncles figurent un maréchal et un général. Élevé par sa grand-mère et sa grand-tante à Versailles, l'enfant, délicat et nerveux, évita la sévérité des écoles militaires et passa par la suite sa jeunesse entre l'Italie, la Suisse et le midi de la France, au point de ne plus se sentir anglais. Pendant les trente premières années de sa vie, il parle essentiellement français, tout en se sentant étranger en France. Il vécut aussi en Allemagne dès l'âge de 14 ans : sa famille l'y avait envoyé pour soigner une santé fragile. Son précepteur allemand lui apprit sa langue et l'amena à se passionner pour la culture germanique. Après des études de sciences naturelles (dont il se prévaudra pour donner une aura de scientificité à ses théories racistes), il s'intéresse à la philosophie, lisant Kant, Goethe, Schiller, Schopenhauer. Mais c'est la découverte de l'univers wagnérien qui constitue un tournant décisif dans sa vie.
Après avoir assisté au Festival de Bayreuth en 1882, il devient un habitué des milieux intellectuels wagnériens et ira jusqu'à épouser Eva, fille de Richard Wagner et de Cosima Wagner, en 1908, après avoir divorcé de sa première épouse. C'est alors qu'il imposa peu à peu une lecture tendancieuse, nationaliste, réactionnaire et même antisémite des textes de son beau-père, et de la mythologie wagnérienne, germe de la récupération de Wagner par les idéologues nazis, et en faisant une glorification de l'âme germanique dans toute sa force primitive.
Devenant une sorte de prophète de la Grande Allemagne, il considère Bayreuth comme un lieu de culte et le wagnérisme comme une mission. En 1885, il fonde avec le Français Édouard Dujardin la Revue wagnérienne, et en 1888 il rencontre Cosima Wagner, devenant alors l'un des rédacteurs des Bayreuther Blätter, principal journal de Bayreuth. Son mariage avec la fille du compositeur, le rendant membre de la famille Wagner, sera pour lui comme un accomplissement de sa destinée.
Dans l'ouvrage qui le rendit célèbre, La Genèse du XIXe siècle (1899), Chamberlain soutenait que la race supérieure décrite par Gobineau (« race » indo-européenne que Chamberlain désignait sous le terme de « race aryenne ») était l'ancêtre de toutes les classes dirigeantes d'Europe et d'Asie, qu'elle n'avait pas cessé d'exister et qu'elle subsistait à l'état pur en Allemagne. « L'idée de Bayreuth y est récupérée dans le camp pangermaniste, et la race allemande présentée comme sauveur de la civilisation moderne, sous couvert de fumeuses théories pseudoscientifiques dont l'idéologue du nazisme, Alfred Rosenberg, fera son miel. »
Chamberlain incluait dans la race aryenne les peuples celtiques et nordiques qu'il considérait comme appartenant à la même famille germanique ainsi que les Berbères d'Afrique du Nord. Son œuvre fut appréciée et lui valut d'être invité à la cour du Kaiser Guillaume II. Durant la Première Guerre mondiale, Chamberlain écrivit des articles contre son pays d'origine et prit la nationalité allemande en 1916, avant de recevoir la Croix de fer. Après la guerre, il sera un des ennemis acharnés de la République de Weimar, apportant son soutien à Adolf Hitler dès 1923.
Il reste comme l'un des principaux représentants du pangermanisme et consacra plusieurs monographies à des personnalités allemandes telles que Richard Wagner, Heinrich von Stein, Kant et Goethe. Ses écrits inspirèrent notamment Alfred Rosenberg et Adolf Hitler, l'une des rares personnes présentes à ses funérailles en 1927.

## Études
Houston Stewart Chamberlain commence ses premières études au lycée français de Versailles. À l'âge de 11 ans, il rejoint le collège de Cheltenham situé en Angleterre, un collège ayant pour but de produire des officiers pour l'armée et la marine. À cause de sa santé fragile, ses parents, l'amiral William Charles Chamberlain et Eliza Hall, le retirent du collège de Cheltenham pour le faire voyager. Il voyage donc à travers la France et l'Allemagne avec son précepteur prussien, Herr Otto Kuntze, qui lui apprendra l'allemand et qui suscitera son intérêt envers la culture germanique.
Arrivé à Genève, il étudiera l’astronomie, la botanique, la géologie et plus tard l'astronomie auprès de plusieurs professeurs dont  Carl Vogt promoteur du racisme anthropométrique. Fasciné par l'histoire et l'architecture, il délaisse le côté militaire. Ayant une vision romantique de la Germanie, il s'intéressera profondément à l'art wagnérien. Au cours de ses études, il aura maîtrisé quatre langues dont l'anglais (langue maternelle), le français, l'allemand et l'italien. Il deviendra un populaire historien et auteur, classé dans le Dictionary of National Biography comme un «auteur raciste»

## Théorie raciale

### Élite de la race
Selon Chamberlain, l’existence des races est un concept évident qui dissout toute notion d’une humanité réunie. La race d’un individu est l’une des principales caractéristiques de sa personnalité et une partie intégrante de l’identité humaine. Les races, tout comme les individus, ne présentent pas un niveau de compétence égal. De cette réalité, il émerge alors une race supérieure. La supériorité de cette race s’exprime par une physionomie définie. La forme étant liée inextricablement à l’essence de la race, elle influence les capacités autant physiques qu’intellectuelles de celle-ci. Il existe alors un lien tangible entre la race, la civilisation et l’histoire.

### Élite dans la race
La race est une réalité biologique selon Chamberlain. Elle provient de facteurs, entre autres, géographiques et historiques. L’État définissant le cadre géographique, la nation et la race sont donc intimement liées. La nation est responsable de protéger la race, mais elle est également le résultat de l’homogénéité raciale. Cette relation réciproque est la source d’une élite au sein de la race. Les actions de l’État doivent donc être uniquement guidées par une moralité raciale qui a pour but de créer et maintenir cette élite. Il est alors question d’instaurer des politiques qui encouragent une reproduction considérée avantageuse du point de vue racial.

## Publications
- Das Drama Richard Wagners: Eine Anregung (1892).
- Richard Wagner (1895).
- Die Grundlagen des neunzehnten Jahrhunderts (La Genèse du XIXe siècle) (1899).
- Arische Weltanschauung (1905).
- (avec Friedrich Poske), Heinrich von Stein und seine Weltanschauung (1903).
- Immanuel Kant: Die Persönlichkeit als Einführung in das Werk (1905).
- Goethe (1912).
- Kriegsaufsätze (1915).
- Lebenswege meines Denkens (1919).